# La Tour de Nesle (film, 2021)
 (octobre 2021).
Pour les articles homonymes, voir La Tour de Nesle (homonymie).
Pour plus de détails, voir Fiche technique et Distribution.
La Tour de Nesle est un drame historique français réalisé par Noël Herpe et sorti en 2021. 

## Fiche technique
- Titre original : La Tour de Nesle
- Réalisation : Noël Herpe
- Scénario : Noël Herpe, d'après l'œuvre d'Alexandre Dumas et Frédéric Gaillardet
- Assistanat réalisation : Benjamin Hameury
- Photographie : Laurent Coltelloni
- Montage : Jean-Claude Roquet
- Décors : Sarah Schneider
- Costumes : Pascale Rousseau
- Son et mixage : Elliott Deotto et Pascal Ribier
- Montage : Jean-Claude Roquet
- Musique : François Régis
- Direction de production : Olivier Borel
- Société de production : L'Atelier de la Tour de Nesle et Ciné Patrimoine Concept
- Société de distribution : Tamasa Distribution
- Pays d'origine :  France
- Langue originale : français
- Procédé : couleur
- Format : 1,88
- Genre : Drame historique
- Durée : 111 minutes
- Dates de sortie :
  - France : 21 juillet 2021

## Distribution
- Jezabel Carpi : Marguerite de Bourgogne
- Noël Herpe : Buridan
- Baudouin d'Huart : Philippe d'Aulnay et Gaultier d'Aulnay
- Arthur Dreyfus : Richard et Savoisy
- Axel Wursten : Pierrefonds et Simon
- Thierry Paret : Orsini
- Vincent Chenille : Landry
- Thomas Clerc : Enguerrand de Marigny
- Michka Assayas : Louis X